# Інтенсивність відмов

Залежність інтенсивності відмов від часу експлуатації: I — період припрацювання; II — період нормальної експлуатації; III — період старіння

Інтенси́вність відмо́в (рос. интенсивность отказов; англ. instantaneous failure rate; failure rate; fault rate; нім. Ausfallrate f) — умовна густина імовірності виникнення відмови об'єкта, яка визначається за умови, що до цього моменту відмова не виникла. Інтенсивність відмов є показником безвідмовності неремонтованих і невідновлюваних об'єктів.
Середня інтенсивність відмов — середнє значення інтенсивності відмов у заданому інтервалі часу.
Інтенсивність відмов може бути обчислена як відношення числа об'єктів (апаратури, виробів, деталей, механізмів, пристроїв, вузлів тощо), що відмовили за одиницю часу до середнього числа об'єктів, що справно працювали у даному проміжку часу за умови, що об'єкти, які відмовили не відновлюються і не замінюються справними. Іншими словами, інтенсивність відмов чисельно дорівнює числу відмов за одиницю часу, віднесеному до середнього числа вузлів, що безвідмовно працювали до цього часу.
{\displaystyle \lambda (t)={\frac {n(t)}{N_{cp}\Delta t}}={\frac {n(t)}{\left[N-n(t)\right]\Delta t}}={\frac {f(t)}{P(t)}}}
де N — загальне число виробів, що розглядаються;
f(t) — частота відмов вузлів (деталей);
P(t) — імовірність безвідмовної роботи;
n(t) — число зразків, що відмовили в інтервалі часу від {\displaystyle t-(\Delta t/2)} до {\displaystyle t+(\Delta t/2)};
{\displaystyle \Delta t} — інтервал часу;
{\displaystyle {N_{cp}}} — середнє число зразків, що справно працювали в інтервалі {\displaystyle \Delta t}:
{\displaystyle {N_{cp}}={\frac {N_{i}+N_{i+1}}{2}}}
де {\displaystyle N_{i}} — число зразків, що справно працювали на початку інтервалу {\displaystyle \Delta t};
{\displaystyle N_{i+1}} — число зразків, що справно працювали в кінці інтервалу {\displaystyle \Delta t}.
Наприклад, середні значення інтенсивностей відмов складають:
- для вальниць (підшипників) кочення — 1,5·10−6 відмов/год або 0,01 відмов/рік;
- для пасових передач — 15·10−6 відмов/год або 0,13 відмов/рік.